# Aerangis modesta
Aerangis modesta es una orquídea epífita originaria de África.

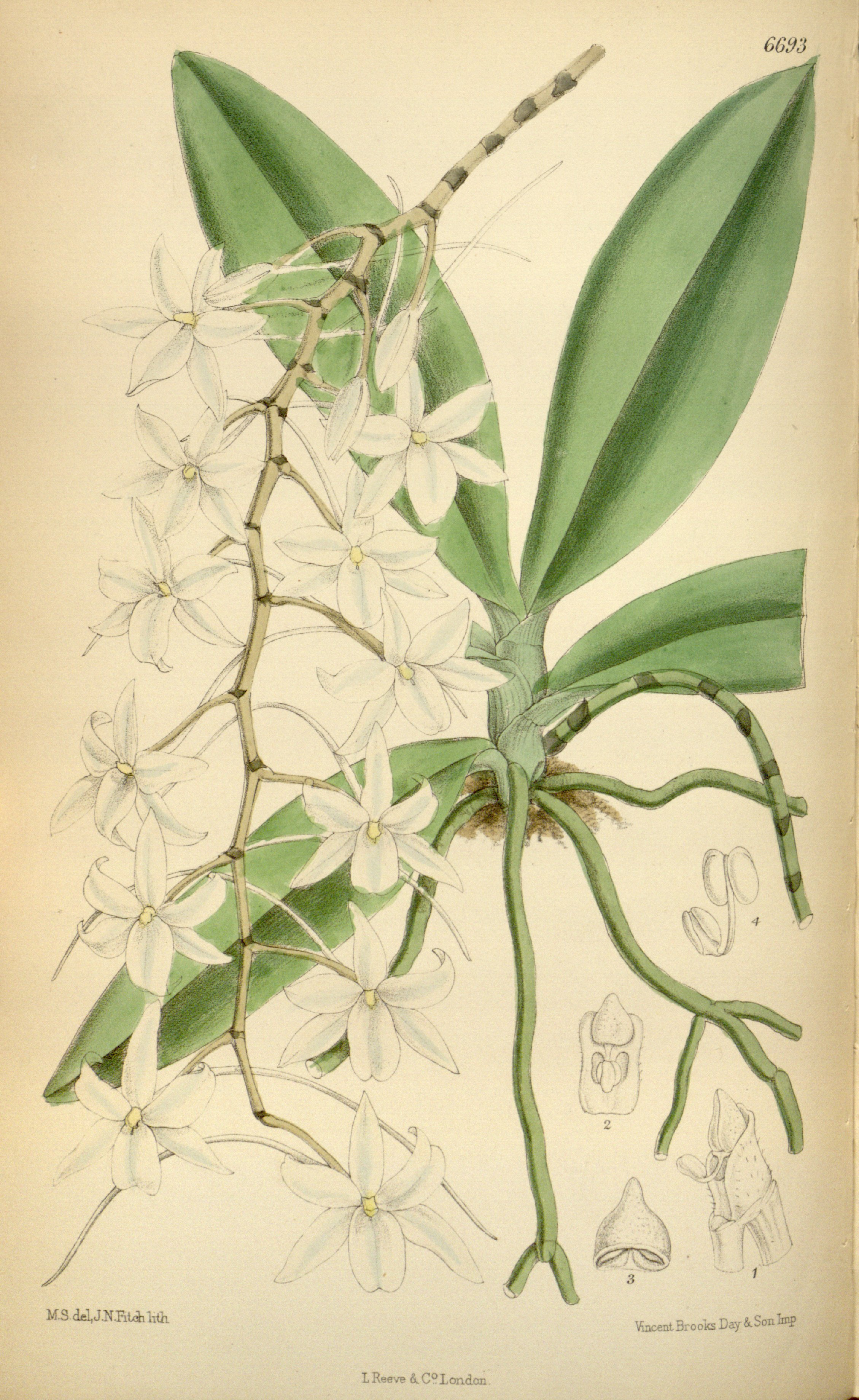
Ilustración

## Distribución y hábitat
Se encuentra  en Madagascar y Comoras, las especies se producen a una altitud de 100 a 1500 m s. n. m.

## Descripción
Es una planta pequeña de tamaño que prefiere clima caliente a fresco, es epífita, con tallos de 15 cm o más cortos, tienen hojas  obovadas, carnosa-coriáceas, con el ápice bi-lobulado: Florece  en una inflorescencia de 50 cm de largo, colgante con 6 a 15 flores espaciadas, cerosas, fragantes y de larga vida, a menudo con la flor apical, la más grande, en primer lugar. Produce la floración en la primavera y a comienzos de verano.

## Cultivo
Las plantas se cultivan mejor colgadas en cestas. Normalmente requieren de iluminación moderada y temperaturas cálidas.  Si se encuentran colgadas las raíces deben ser regadas con frecuencia.  Las plantas deben ser cultivadas en medios que estén bien drenados, como fibras de helechos (para plantas pequeñas), y varias piezas gruesas de corteza de abeto, o musgo arborescente.

## Taxonomía
Aerangis modesta fue descrita por (Hook.f.) Schltr.  y publicado en Die Orchideen 600. 1914.
Etimología
El nombre del género Aerangis procede de las palabras griegas: aer = (aire) y angos = (urna), en referencia a la forma del labelo.
modesta: epíteto latino que significa "modesta".
Sinonimia
- Angraecum modestum Hook.f. (1883)
- Angraecum sanderianum Rchb.f. (1888)
- Angorchis modesta (Hook.f.) Kuntze (1891)
- Rhaphidorhynchus modestus (Hook.f.) Finet (1907)
- Rhaphidorhynchus modestus var. sanderianus (Rchb.f.) Poiss. (1912)
- Aerangis crassipes Schltr. (1918)[1][5][6]